# الدوري اللاتفي لكرة السلة للسيدات
الدوري اللاتفي لكرة السلة للسيدات (باللاتفية: Latvijas Sieviešu basketbola līga)‏ هو دوري كرة سلة للسيدات في لاتفيا تأسس في سنة 1991 يلعب فيه 13 فريقا. يعتبر فريق ريغا الأكثر فوزا به برصيد 14 لقبا.